# Castellazzo Novarese
Castellazzo Novarese – miejscowość i gmina we Włoszech, w regionie Piemont, w prowincji Novara.
Według danych na rok 2004 gminę zamieszkiwało 260 osób, 26 os./km².